# Katholieke Kerk in Saint Lucia

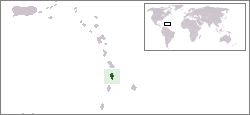
Saint Lucia

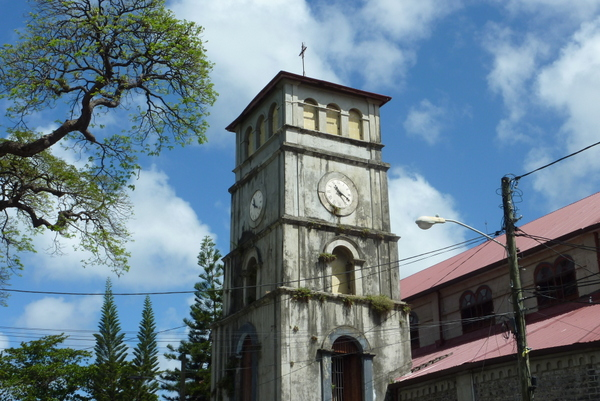
Kathedraal van Castries

De Katholieke Kerk in Saint Lucia is een onderdeel van de wereldwijde Katholieke Kerk, onder het geestelijk leiderschap van de paus en de curie in Rome.
In 2005 waren er in Saint Lucia ongeveer 100.000 (63%) katholieken. Het land bestaat uit een enkel aartsbisdom, het aartsbisdom Castries. De kerkprovincie Castries omvat hiernaast ook drie bisdommen buiten Saint Lucia. Aartsbisschop van Castries is Robert Rivas. Men is lid van de bisschoppenconferentie van de Antillen, president van de bisschoppenconferentie is Patrick Christopher Pinder, aartsbisschop van Nassau (Bahama's). Verder is men lid van de Consejo Episcopal Latinoamericano.
Apostolisch nuntius voor Saint Lucia is aartsbisschop Santiago De Wit Guzmán, die tevens apostolisch nuntius is voor Antigua en Barbuda, de Bahama's, Barbados, Belize, Dominica, Grenada, Guyana, Jamaica, Saint Kitts en Nevis, Saint Vincent en de Grenadines, Suriname en Trinidad en Tobago, en apostolisch gedelegeerde voor de Antillen.

## Indeling
- Aartsbisdom Castries
  - Roseau (Dominica)
  - Saint George’s in Grenada (Grenada)
  - Saint John’s-Basseterre (Antigua en Barbuda)

## Nuntius
- Apostolisch pro-nuntius 
  - Aartsbisschop Manuel Monteiro de Castro (16 februari 1985 - 21 augustus 1990, later kardinaal)
  - Aartsbisschop Eugenio Sbarbaro (7 februari 1991 - 26 april 2000)
- Apostolisch nuntius 
  - Aartsbisschop Emil Paul Tscherrig (8 juli 2000 - 22 mei 2004)
  - Aartsbisschop Thomas Edward Gullickson (2 oktober 2004 - 21 mei 2011)
  - Aartsbisschop Nicola Girasoli (29 oktober 2011 - 16 juni 2017)
  - Aartsbisschop Fortunatus Nwachukwu (27 februari 2018 - 17 december 2021)
  - Aartsbisschop Santiago De Wit Guzmán (12 november 2022 - heden)